# Nico van Kerckhoven
Nico van Kerckhoven, född 14 december 1970 i Lier, är en belgisk före detta fotbollsspelare som bland annat spelade för Schalke 04.

## Karriär

### Klubblagskarriär
Van Kerckhoven inledde sin spelarkarriär med Lierse, för vilka han debuterade 1990. Efter åtta säsonger med klubben flyttade han till Schalke 04 i tyska Bundesliga 1998. Med Schalke vann han tyska cupen två gånger innan han 2004 flyttade till Schalkes ligakonkurrent Borussia Mönchengladbach. Spelarkarriären avslutades med KVC Westerlo för vilka han spelade mellan 2005 och 2010.

### Landslagskarriär
Han spelade 42 landskamper för Belgien och spelade i VM 1998, EM 2000 och VM 2002.

### Efter spelarkarriären
Van Kerckhoven återvände senare till moderklubben Lierse, och har där arbetat som ungdomstränare, scout och assisterande tränare.